# Anat (deessa)
Anat fou una deessa de la fertilitat en la mitologia caldea, germana de Baal; era sovint representada despullada amb pits prominents. A més de ser una deïtat de la fertilitat, era una jove i impetuosa dea de la guerra. Fou descrita en el Ras Samra com "mare dels déus" o "amant del cel".
En la mitologia egípcia, era filla de Ra i esposa de Seth. Fou honorada principalment durant l'imperi nou.

## Ras Samra
Els textos de Ras Shamra esmenten aquesta divinitat i diuen:
Quan Baal, el déu de les tempestes i de la pluja, es converteix en el presoner de Mot, déu de la mort, la dea Anat es llança llavors a la recerca del seu marit i quan troba Mot, per forçar-lo que li lliuri Baal, el tracta d'una manera implacable:
| « | Ella va agafar el déu Mot, i amb una espasa el partí, per un sedàs el passà, amb foc el va cremar, el va moldre en el molí, i pels camps el va sembrar, la seva carn se la menjaren els ocells, els seus membres van ser aliment dels pardals. | » |

El text reflecteix el pas de l'hivern de pluges a la sequera estiuenca. Baal desapareix amb els seus núvols i la seva pluja: la natura mor. La manera com Anat tracta Mot està possiblement relacionada amb la collita del gra, que normalment passava a l'estiu.